# Bug-Jargal
Bug-Jargal es una novela escrita por el francés Victor Hugo. Fue publicado por primera vez en 1826,  como una versión recreada de un cuento homónimo que los hermanos Hugo habían publicado anteriormente en la revista Le Conservateur littéraire en 1820. La novela narra la amistad entre un príncipe africano esclavizado de nombre Bug-Jargal y un oficial militar francés llamado Leopold D'Auverney durante los tumultuosos primeros años de la Revolución haitiana.
Posteriormente, Hugo declaró que la historia fue escrita como parte de una obra en conjunto llamada Contes sous la Tente (Cuentos bajo una Tienda), y que la había escrito en 1818 (cuando tenía dieciséis años) en dos semanas; sin embargo, el manuscrito data del mes de abril de 1819.
Existen diversas traducciones al inglés. El primero, fue una versión modificada con el título de The Slave-King (El Rey Esclavo), fue publicada en 1833.

## Trama
La historia de Bug-Jargal comienza varias semanas antes de la Revolución haitiana. D'Auverney, el sobrino de un aristócrata que posee muchos esclavos, está comprometido con Marie, una joven chica francesa de la isla. Un esclavo de nombre Pierrot, cae enamorado con Marie, pero no puede hacer nada debido a las obvias barreras raciales y culturales entre ellos. Aun así, Pierrot salva a Marie del ataque de un cocodrilo, pero pronto es encarcelado, después de haber protegido a otro esclavo de la ira de su dueño. En prisión, se hace amigo de D'Auverney, y ya a pasos del estallido de la Revolución, Pierrot advierte a los amantes a que huyan de la isla. A pesar de la advertencia, deciden quedarse, y justo en el día en que realizan su boda estalla la revolución esclavista, y los terratenientes blancos ven el rápido y violento desmoronamiento de su sociedad. Pierrot salva a Marie del ataque de un esclavo y la lleva lejos, pero D'Auverney, creyendo que Pierrot había secuestrado a su nueva esposa por su propio beneficio, se traslada hacia una oscura gruta. Sin embargo, se vuelve prisionero a manos del infame y violento líder esclavista Biassou. En la gruta, los esclavos libres obligan a los prisioneros blancos a que se maten los unos a los otros, para preservar su propia piel. Afortunadamente, Pierrot llega a salvar a D'Auverney, quién descubre que Pierrot es realmente Bug-Jargal, el líder espiritual de los esclavos. Pierrot lo lleva hacia su esposa, y muere protegiendo a sus amigos. 